# رون جاكوبس (مقدم برامج إذاعية)
رون جاكوبس (بالإنجليزية: Ron Jacobs)‏ هو مقدم برامج إذاعية أمريكي، ولد في 3 سبتمبر 1937، وتوفي في 8 مارس 2016.